# 丸山治
丸山 治（まるやま おさむ、1950年1月2日 - ）は、日本の法学者。専門は刑法。北海学園大学教授。北海道出身。

## 略歴

### 学歴
- 1973年 北海道大学法学部卒業
- 1979年 北海道大学大学院法学研究科博士課程単位取得満期退学

### 職歴
- 1979年　北海道大学法学部助手
- 1981年　北海学園大学法学部講師
- 1983年　北海学園大学法学部助教授
- 1990年　北海学園大学法学部教授[1]
- 2002年　北海学園大学法学部長
- 2005年　北海学園大学大学院法務研究科教授
- 2008年　北海学園大学大学院法務研究科長
- 2023年　北海学園大学大学院法務研究科長
- 2024年  大学院法務研究科廃止により北海学園大学退任、北海学園大学法学部名誉教授[2]、大学院法学研究科法務特任教授

#### 学内における役職
- 北海学園大学入試部長

#### 学外における役職
- 北海道大学法学部非常勤講師

## 研究分野
刑法学における原因において自由な行為の研究やソビエト連邦刑法における責任論の展開の研究

## 著書・主な論文
- 『陪審制と参審制--刑事訴訟における』（共訳、北大法学論集、1977年）
- 『「原因において自由な行為」に関する一考察（1・2）』（法学研究、1982年－1983年）
- 『教材刑法判例（第２版）』（共著、北海道大学図書刊行会、1991年）
- 『罪と罰 - 小暮得雄先生古希祝賀記念論文集』（編著、信山社出版、2005年）

など